# Органогенна текстура
Органогенна текстура (рос. органогенная текстура, англ. organogenous structure, organic texture; нім. organogene Textur f – текстура осадових гірських порід, походження яких пов’язане з життєдіяльністю різних організмів в період формування осадів (сліди заривання, плями, нірки, трубки, фукоїди тощо). Син. – біогенна текстура.